# Die Bibel nach Biff
Die Bibel nach Biff – Die wilden Jugendjahre von Jesus, erzählt von seinem besten Freund (Lamb: The Gospel According to Biff, Christ’s Childhood Pal) ist ein Roman von Christopher Moore.

## Eckdaten
Der Roman erschien erstmals 2002 in den USA unter dem Originaltitel Lamb: The Gospel According to Biff, Christ’s Childhood Pal beim Verlag William Morrow and Co. Am 1. Dezember desselben Jahres veröffentlichte der Goldmann Verlag eine deutsche Übersetzung von Jörn Ingversen. Diese platzierte sich über mehrere Monate in der Bestsellerliste von Buchreport für Belletristik-Taschenbücher und erreichte im Mai 2004 Rang 12. Eine gekürzte Hörbuchfassung wurde von Hugo Egon Balder eingelesen.

## Handlung
Nach über 2000 Jahren wird der Erzengel Raziel beauftragt, ein fehlendes Evangelium in der Bibel nachzutragen, um den Menschen das Leben Jesu und vor allem seine Kindheits- und Jugendjahre näherzubringen. Dazu erweckt der Engel den toten Levi bar Alphäus, genannt Biff, wieder zum Leben, da dieser zu seiner Zeit der beste Freund von Jesus war und nahezu sein gesamtes Leben persönlich miterlebt hat. Biff soll nun in der Gegenwart das fehlende Evangelium zu Papier bringen, weswegen ihm der Engel die Gabe der Zungenrede gewährt. So macht sich Biff ans Werk und lässt seine Zeit mit Jesus, genannt Josh, noch einmal Revue passieren. 
Er erzählt von Joshs ersten Heilungen und Wiedererweckungen, sowie von Biffs wahrer Liebe zu Maria Magdalena, genannt Maggie. Nachdem Josh und Biff Nazareth, ihren Heimatort, verlassen haben, um herauszufinden, wie Josh ein guter Messias wird, besuchen sie die drei Weisen aus dem Morgenland, Kaspar, Melchior und Balthasar, bei denen sie auch jeweils mehrere Jahre in die Lehre gehen. Dort lernen sie unter anderem acht Konkubinen, einen Dämon und einen Yeti kennen. Nach ihrer langen Reise kehren Josh und Biff nach Judäa zurück, um Maggie von ihrem Ehemann zu befreien und sie in ihre Gruppe aufzunehmen. Anschließend stoßen nacheinander die zwölf Jünger zu ihnen, um die Frohe Botschaft, das Evangelium, in die Welt hinauszutragen.
Dabei erfahren sie vom Tod Johannes des Täufers, welcher ein großes Vorbild für Josh war. Danach wurde auch Josh von den Römern und Pharisäern verfolgt und schließlich gekreuzigt. Biff wollte dies alles verhindern, aber konnte es nicht. Nach dem Tod Joshs brachte er wutentbrannt Judas, seinen Verräter, und aus Verzweiflung auch sich selbst um. Damit endet das Evangelium nach Biff und er findet sich in der Gegenwart mit Maggie wieder, welche auch von dem Engel wiedererweckt wurde, um ihre Version der Geschichte niederzuschreiben. Beide werden von Raziel in die moderne Welt und eine ungewisse Zukunft entlassen.

## Rezeption
- Ulrich Kretzler schreibt auf www.literaturzeitschrift.de, der Roman sei durchaus humorvoll, allerdings lege der Autor nie den (zu) großen Respekt vor seinem Protagonisten ab.[4]
- Die Ostthüringer Zeitung bewertet das Buch als „eine intelligente und jugendlich-freche Variante des Neuen Testaments.“[5]
- In der Rezension des US-amerikanischen Buchhändlers Powell’s wird darauf hingewiesen, dass das Buch nichts für Menschen sei, für die das „Leben von Jesus“ „sakrosankt“ sei. Moores Humor wird als weniger „schrullig“ als der von Douglas Adams angesehen, dem nichts „heilig“ sei.[6]
- Die Netzeitung stuft den Roman als „satirisches Buch“ ein.[7]

## Hintergrund
Der Autor hat für das Buch die Schauplätze der Bibel vor Ort recherchiert.
Christianity Today führte im April 2002 ein Interview mit dem Autor des Buches, Christopher Moore, in dem dieser erklärt, dass er mit dem Buch kein Urteil über den Glauben seiner Leser fällen möchte.